# Rennertshofen
Rennertshofen è un comune-mercato di 4 945 abitanti, situato nel Land tedesco della Baviera.